# Bentley (Alberta)
Bentley è una cittadina del Canada, situata nella provincia dell'Alberta.